# Gemeindemühle (Ippesheim)
Gemeindemühle (auch Gimpeleinsmühle oder Obere Mühle genannt; fränkisch: Gmehmiel) ist ein Gemeindeteil des Marktes Ippesheim im mittelfränkischen Landkreis Neustadt an der Aisch-Bad Windsheim in Bayern. Gemeindemühle liegt in der Gemarkung Bullenheim.

## Geografische Lage
Die Einöde liegt auf freier Flur an der Iff, einem linken Zufluss des Breitbachs. Eine Gemeindeverbindungsstraße führt nach Bullenheim zur Staatsstraße 2419 (0,7 km östlich) bzw. nach Gnötzheim zur Kreisstraße KT 21 (2,5 km westlich). Weitere Gemeindeverbindungsstraßen führen zur Winkelmühle (0,4 km nordwestlich) und zur Rothmühle (0,5 km südlich).

## Geschichte
Im Jahre 1678 wurde der „Gemeinmüller“ Johann Georg Eder in der Bullenheimer Pfarrmatrikel erwähnt. Die „Gemeinsmühl bey Bulnheim“ war Teil der Herrschaft der Herren von Schwarzenberg, wie aus einer Aufzeichnung des Jahres 1735 hervorgeht. Die Herren vergaben die Mühle an verschiedene Pächter. 1750 war Johann Friedrich Mahlbeck der Besitzer, ein Jahr später war es Johann Friedrich Gimpelein.
Mit dem Gemeindeedikt (frühes 19. Jahrhundert) wurde Gemeindemühle dem Steuerdistrikt Bullenheim und der Ruralgemeinde Bullenheim zugewiesen. Am 1. Januar 1978 wurde Gemeindemühle im Zuge der Gebietsreform in Bayern nach Ippesheim eingegliedert.
Heute wird in den Baulichkeiten der ehemaligen Mühle ein Weingut betrieben.

### Einwohnerentwicklung
| Jahr      | 001818 | 001836 | 001840 | 001861 | 001871 | 001885 | 001900 | 001925 | 001950 | 001961 | 001970 | 001987 |
| Einwohner | 4      | 6      | 6      | 10     | 9      | 9      | 7      | 6      | 7      | 7      | 8      | *      |
| Häuser    | 2      | 1      | 1      |        |        | 2      | 1      | 1      | 1      | 2      |        | *      |
| Quelle    | [ 1 ]  | [ 11 ] | [ 12 ] | [ 13 ] | [ 14 ] | [ 15 ] | [ 16 ] | [ 17 ] | [ 18 ] | [ 2 ]  | [ 19 ] | [ 20 ] |

## Religion
Gemeindemühle ist evangelisch-lutherisch geprägt und bis heute nach St. Leonhard (Bullenheim) gepfarrt.